# طناب

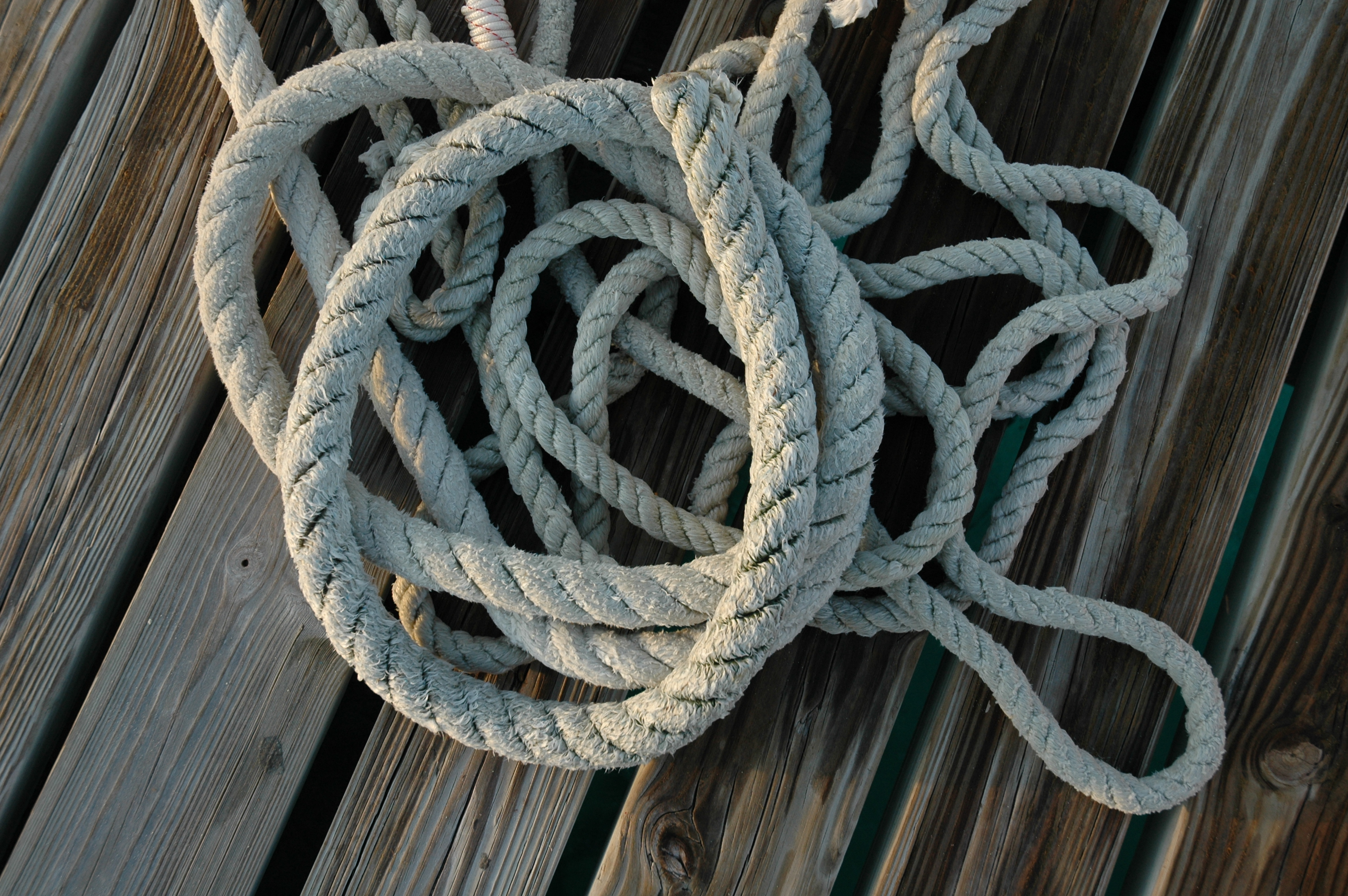
حلقه‌های طناب

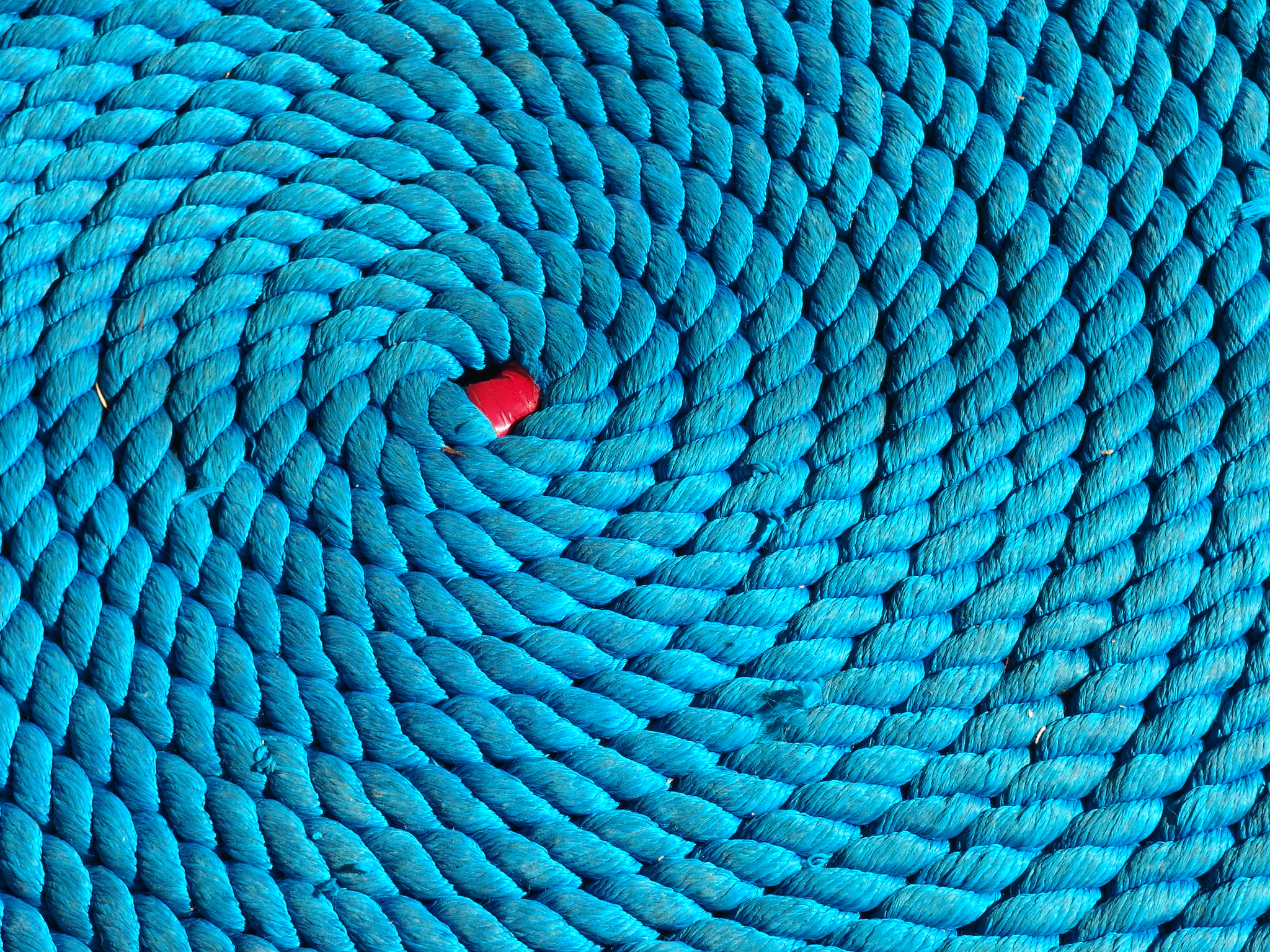
نگاره‌ای از یک طناب مارپیچ.

طَناب‌ یا کمند به یک رشتهٔ بلند از الیاف تابیده به هم گفته می‌شود. به هم تابیدن الیاف به شکل طناب برای استحکام بخشیدن به رشتهٔ مورد نظر و استفاده در امور کششی و اتصالی صورت می‌گیرد.
مواد معمول بکار رفته در درست کردن طناب‌ها عبارت‌اند از مو، پشم، نایلون، کتان، کنف، پلی‌پروپیلن، فولاد و غیره. گاه در صنعت و ترابری به‌جای طناب از کابل و زنجیر استفاده می‌شود. طناب‌های کنفی هنگامی که در آب قرار بگیرند استحکام بیشتری از خود نشان می‌دهند.
برای بستن طناب‌ها به هم یا به دیگر جایها از انواع و اقسام گره‌ها استفاده می‌شود. برای تغییر جهت نیروی کششی طناب‌ها از قرقره بهره می‌گیرند.

## نگارخانه

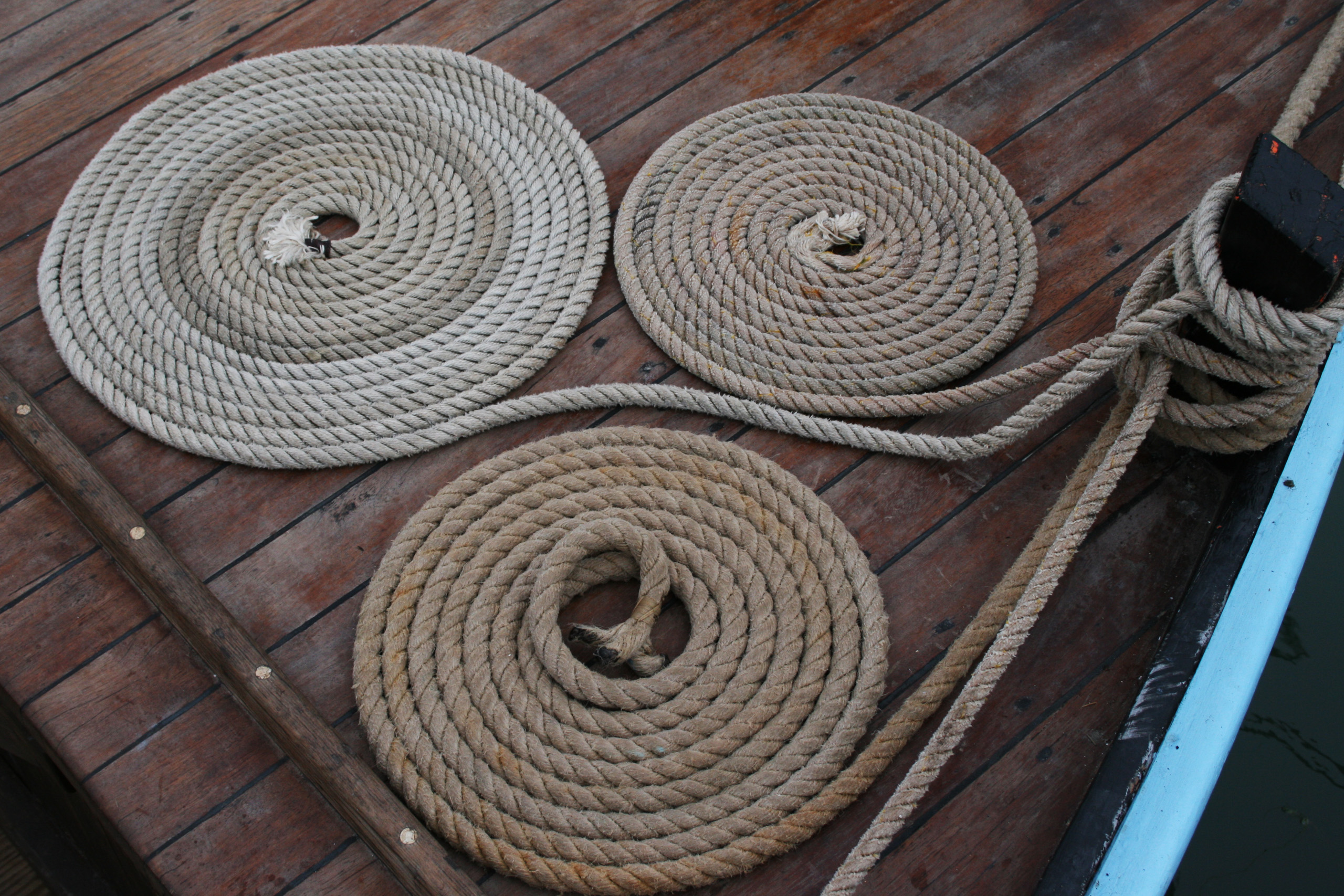
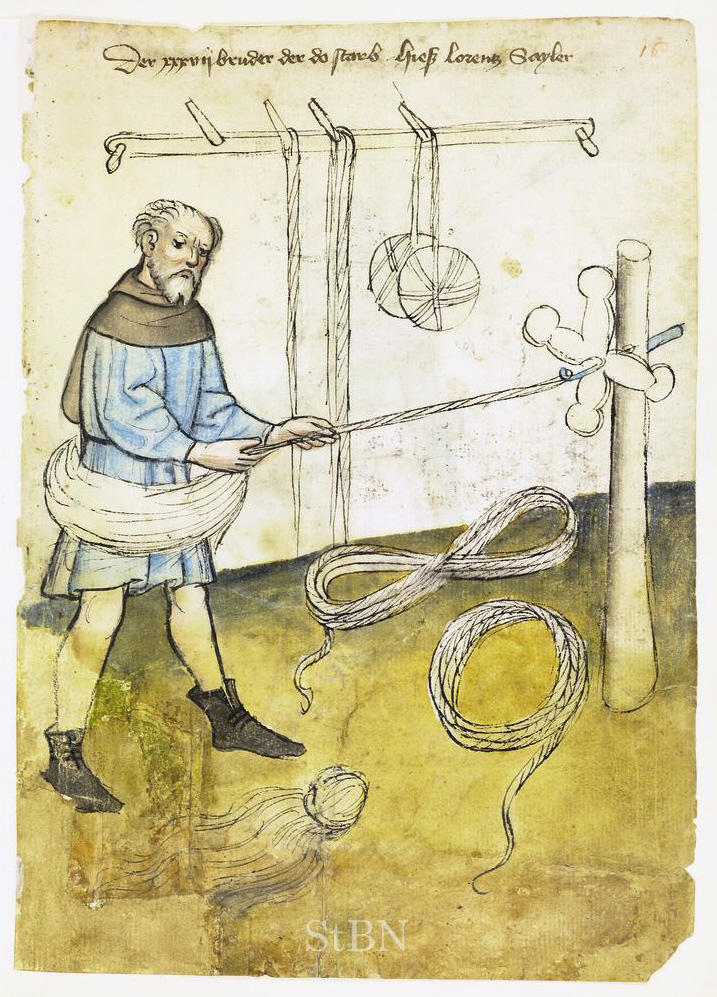
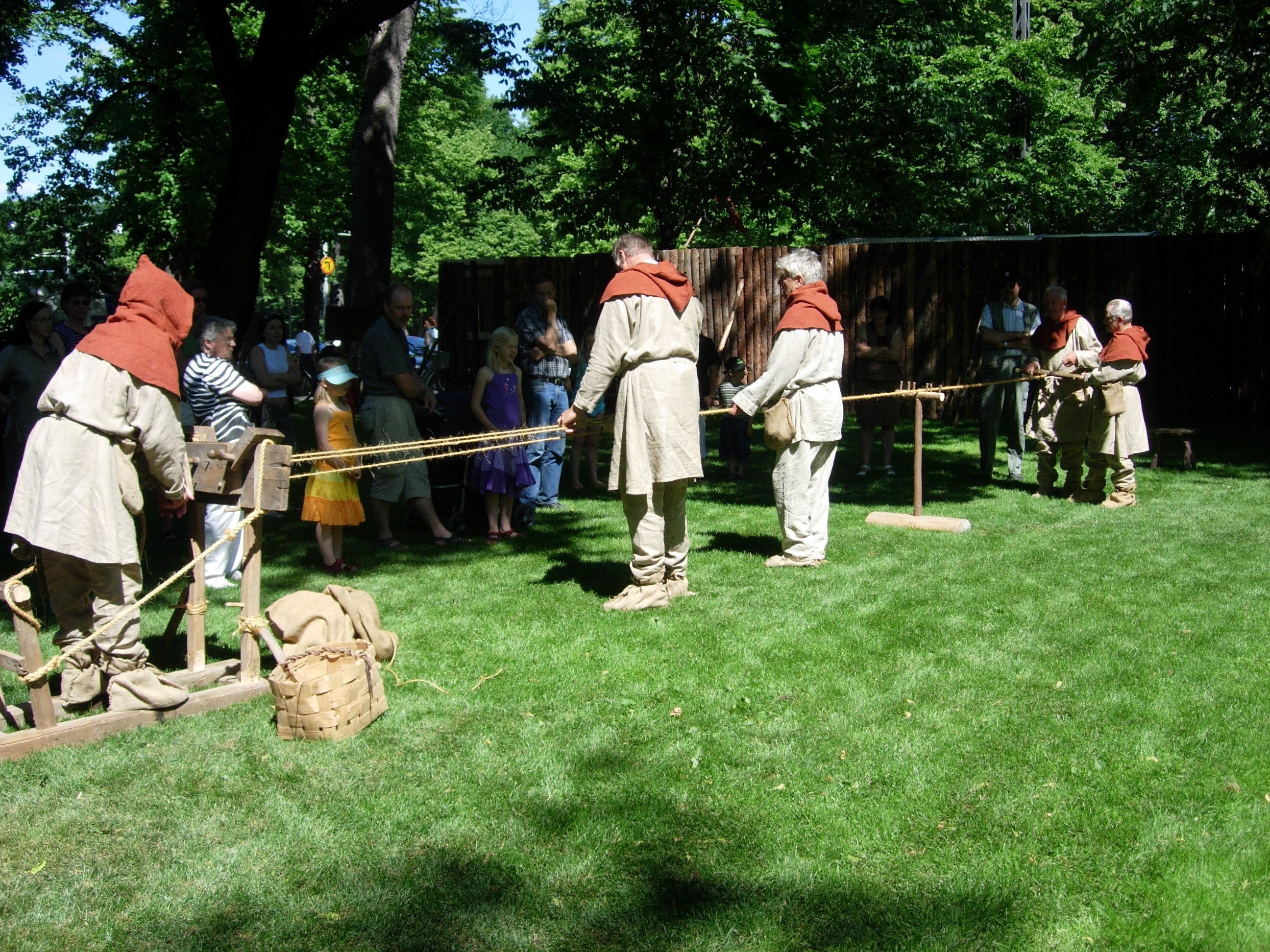
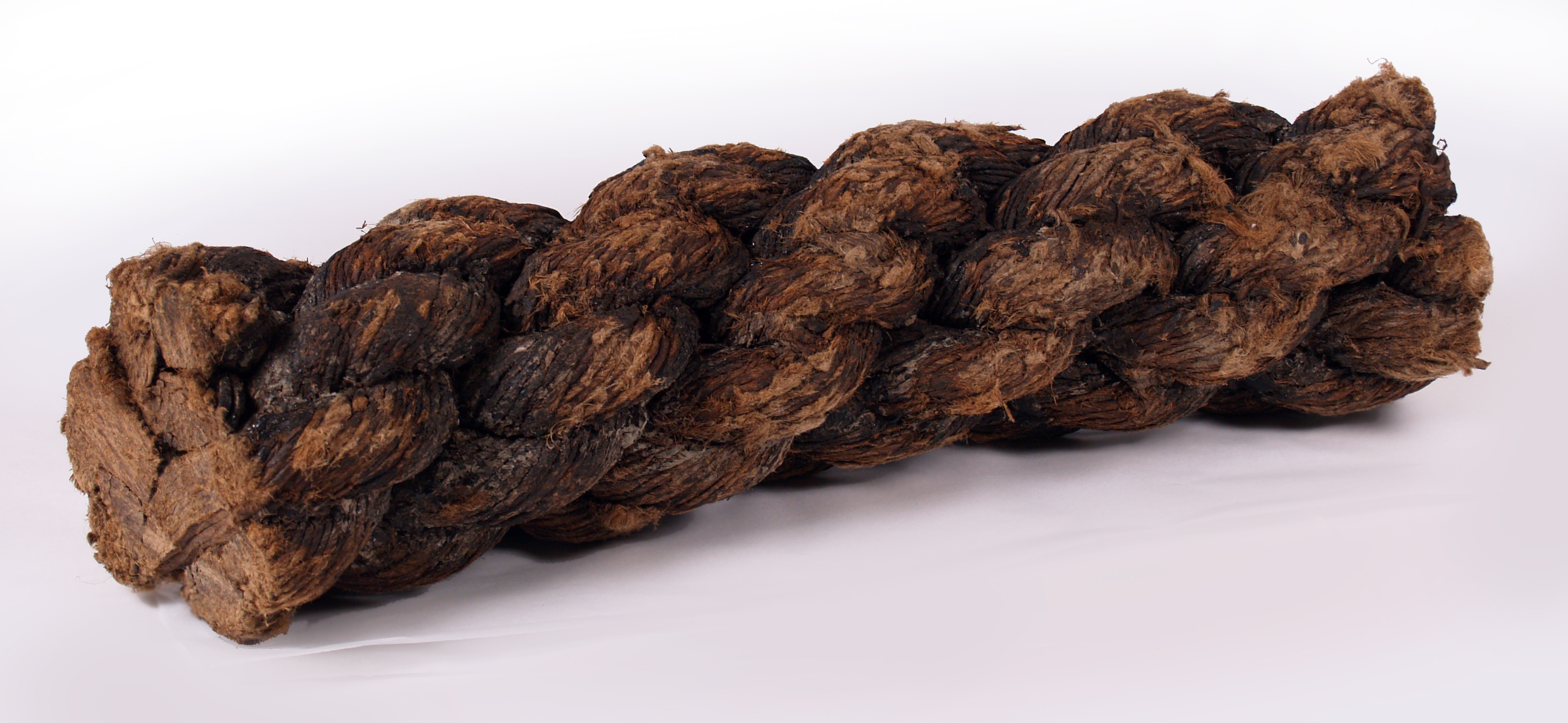
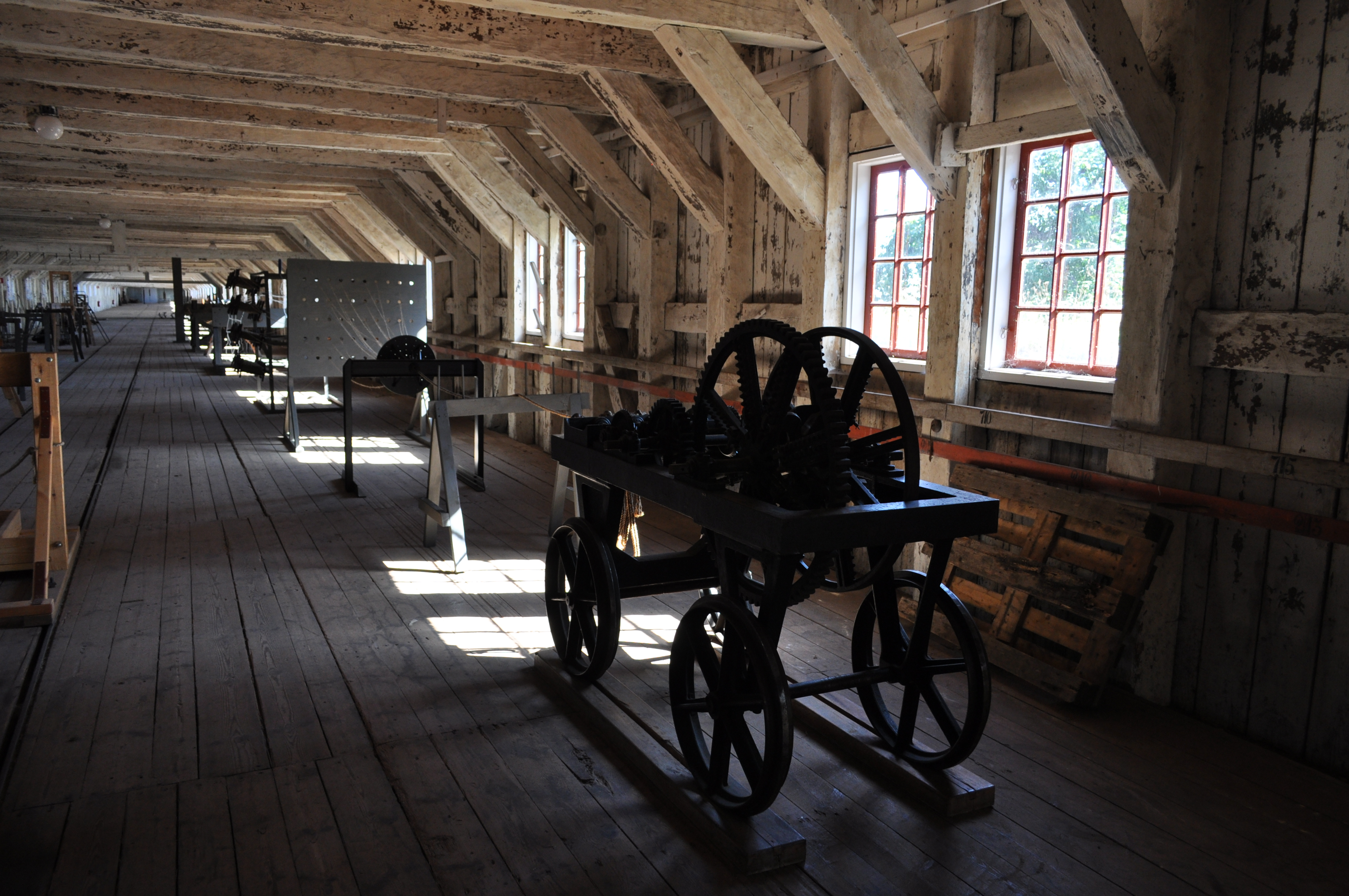
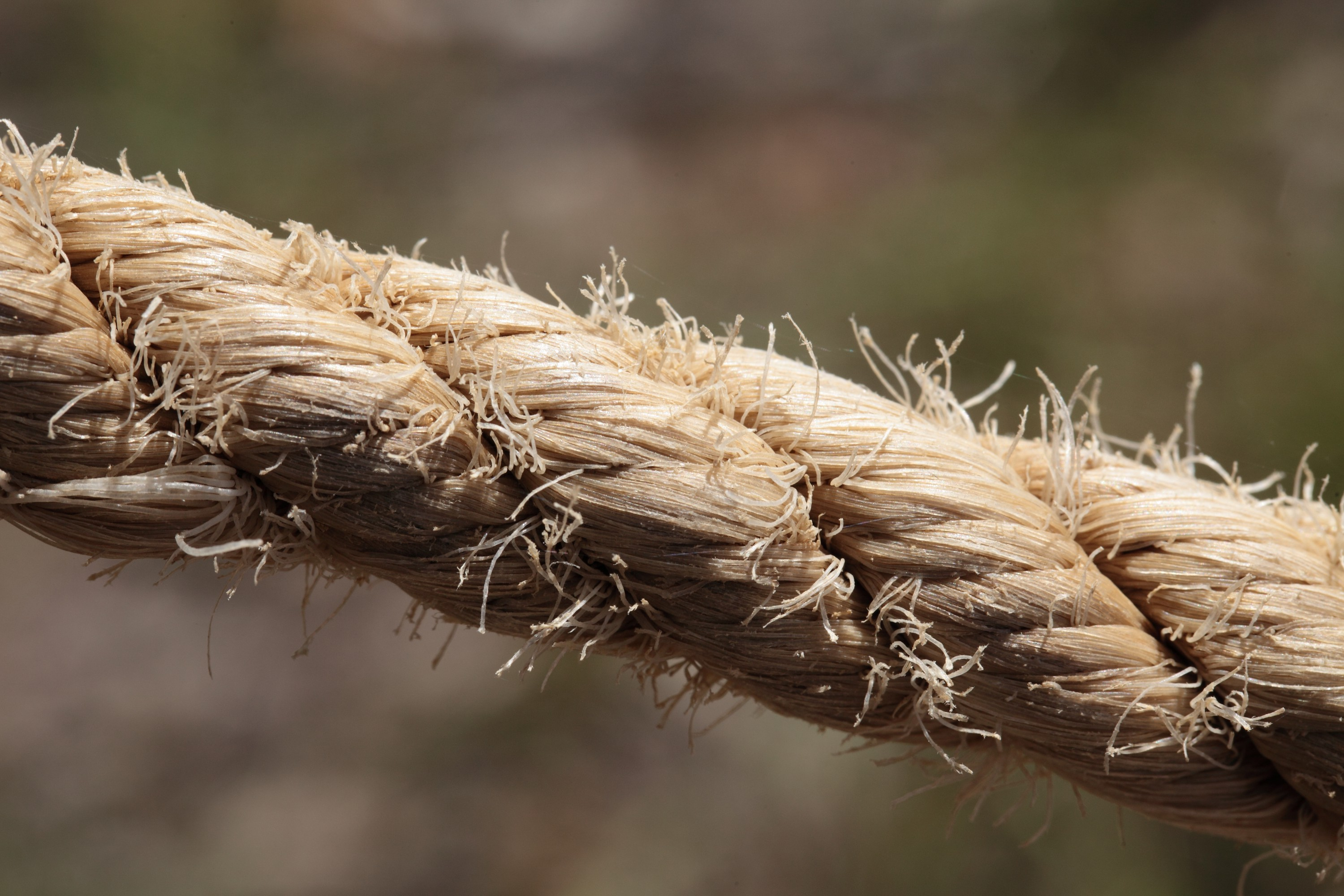
طناب در حال پوسیدن